# Rockfish
Rockfish ist ein englischer Trivialname für verschiedene Fischarten aus verschiedenen Gattungen.
Mit diesem Namen bzw. Namensbestandteil werden unter anderem bezeichnet:
- Vertreter der weltweit in Ozeanen und Meeren vorkommende Familie der Sebastidae.[3]
  - Dazu gehören auch die wirtschaftlich bedeutsamen Arten der Gattung Sebastes.
- Einige Vertreter der Gattung Sebastolobus, welche vor den Küsten des Bundesstaats Washington angetroffen werden können.[4]
- Acanthoclinus, eine Gattung aus Neuseeland.
- Der Großgefleckte Katzenhai (Scyliorhinus stellaris), dessen Fleisch als Rock salmon (ebenfalls ein uneindeutiger Begriff für Fleisch mehrerer Haiarten) vermarktet wird.
- Hexagrammos, eine Gattung der Grünlinge aus dem Nordpazifik.
- Hypoplectrodes, eine Gattung der Sägebarsche.
- Die Steinfische (Gattung Synanceia), giftige Fische aus dem Indo-Pazifik.
- Morone saxatilis (auf Deutsch auch als Felsenbarsch bezeichnet), wird als Rockfish entlang der Atlantikküste der Vereinigten Staaten, z. B. vor New Jersey, bezeichnet.[5]
- Zackenbarsche, Fische aus der Unterfamilie Epinephelinae.
- Einige Vertreter der Gattung Scorpaena, wie Scorpaena maderensis (auf Englisch: Madeira rockfish).[6]
- Myliobatis goodei, auch diese Rochenart wird gelegentlich als Rockfish angesprochen.[7]

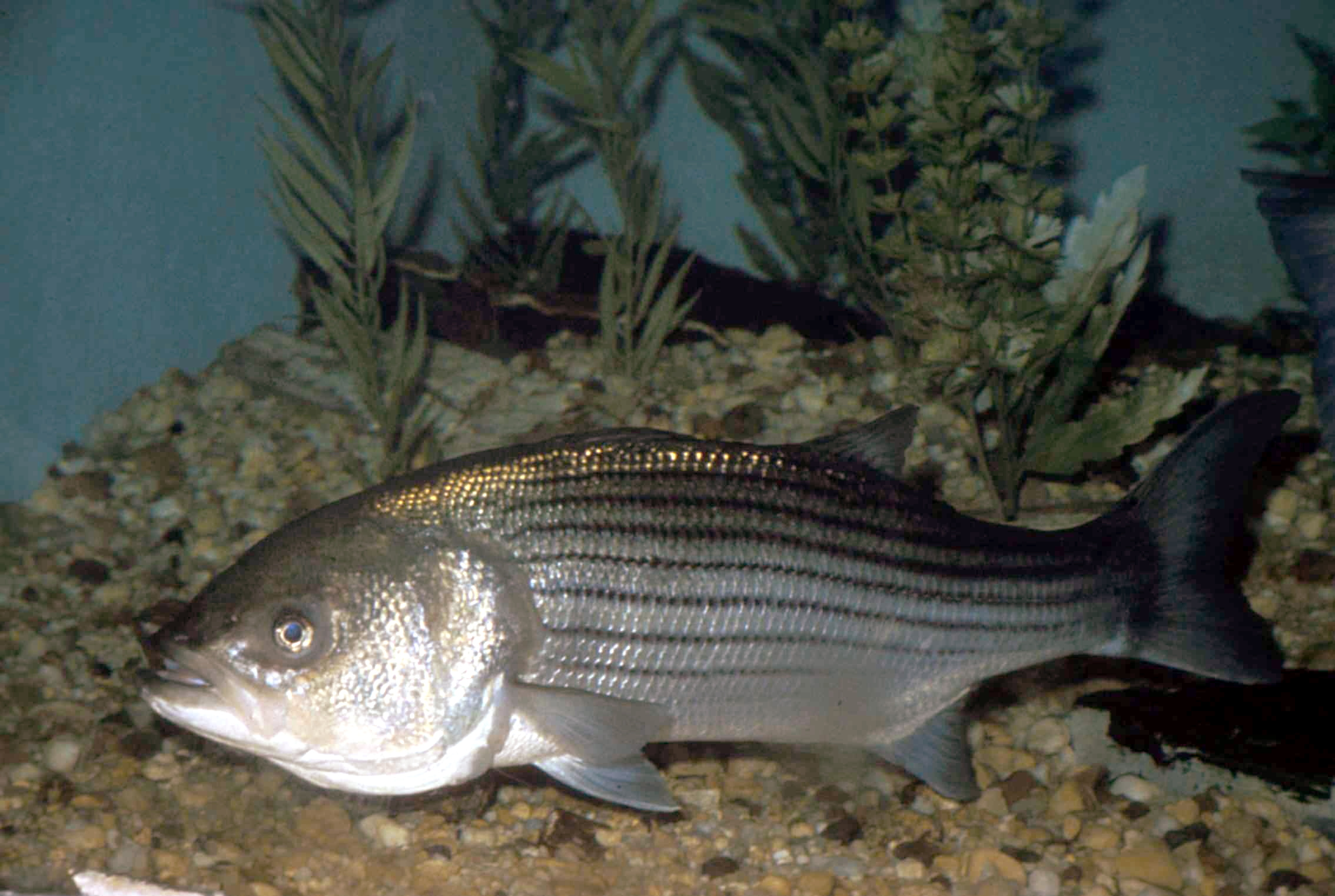
Morone saxatilis
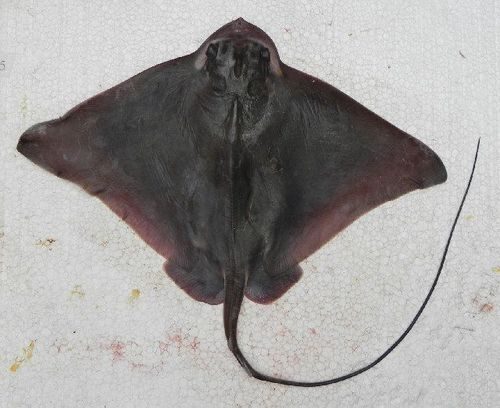
Myliobatis goodei
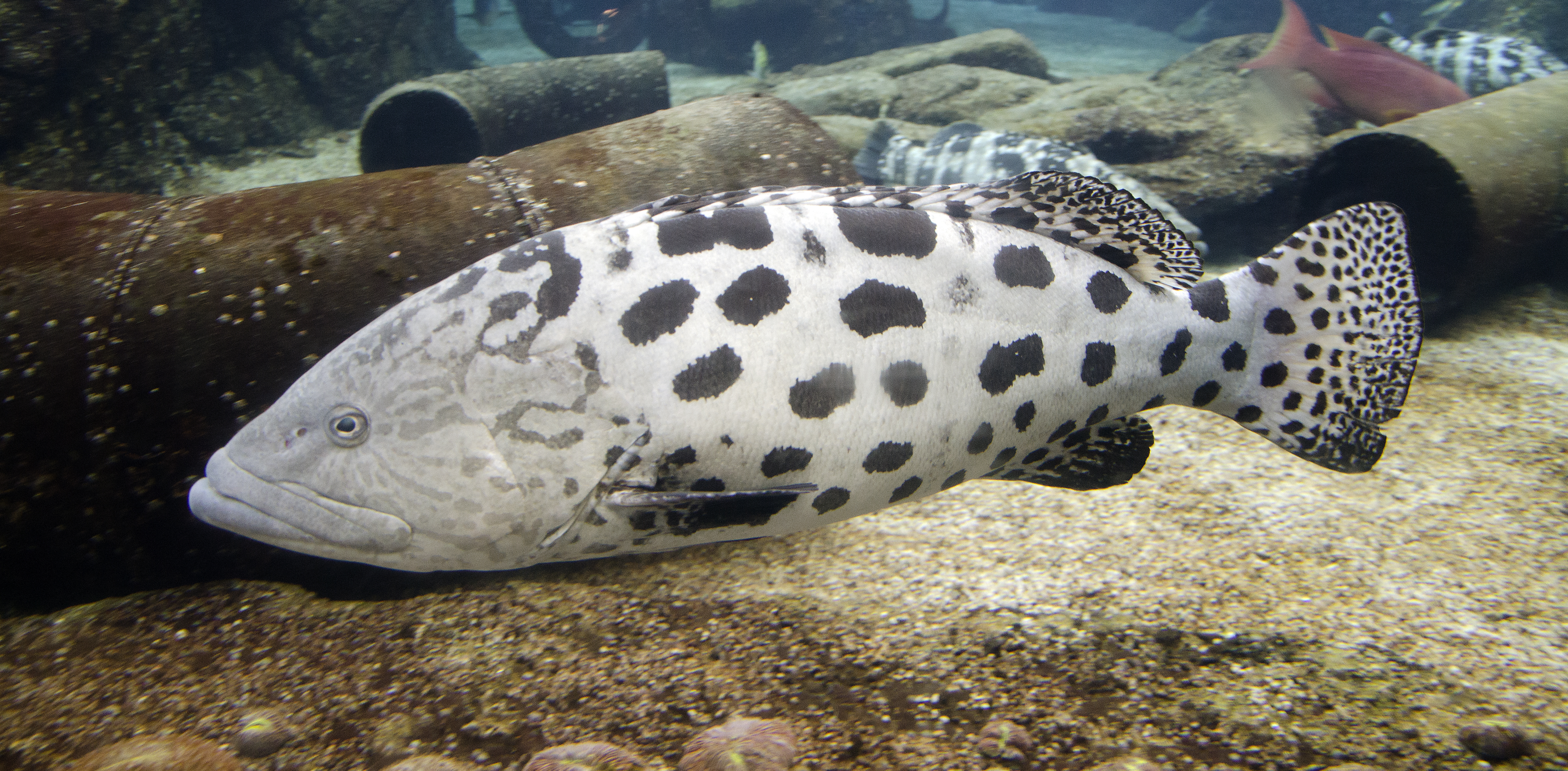
Ein Zackenbarsch, Epinephelus tukula
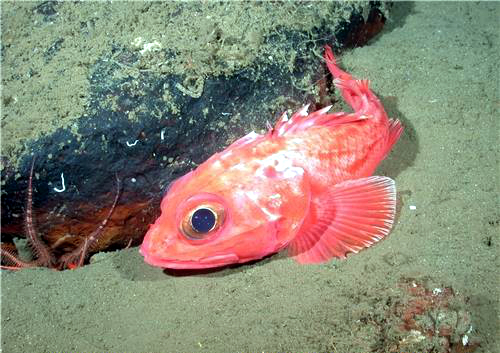
Kurzdornkopf (Sebastolobus alascanus)
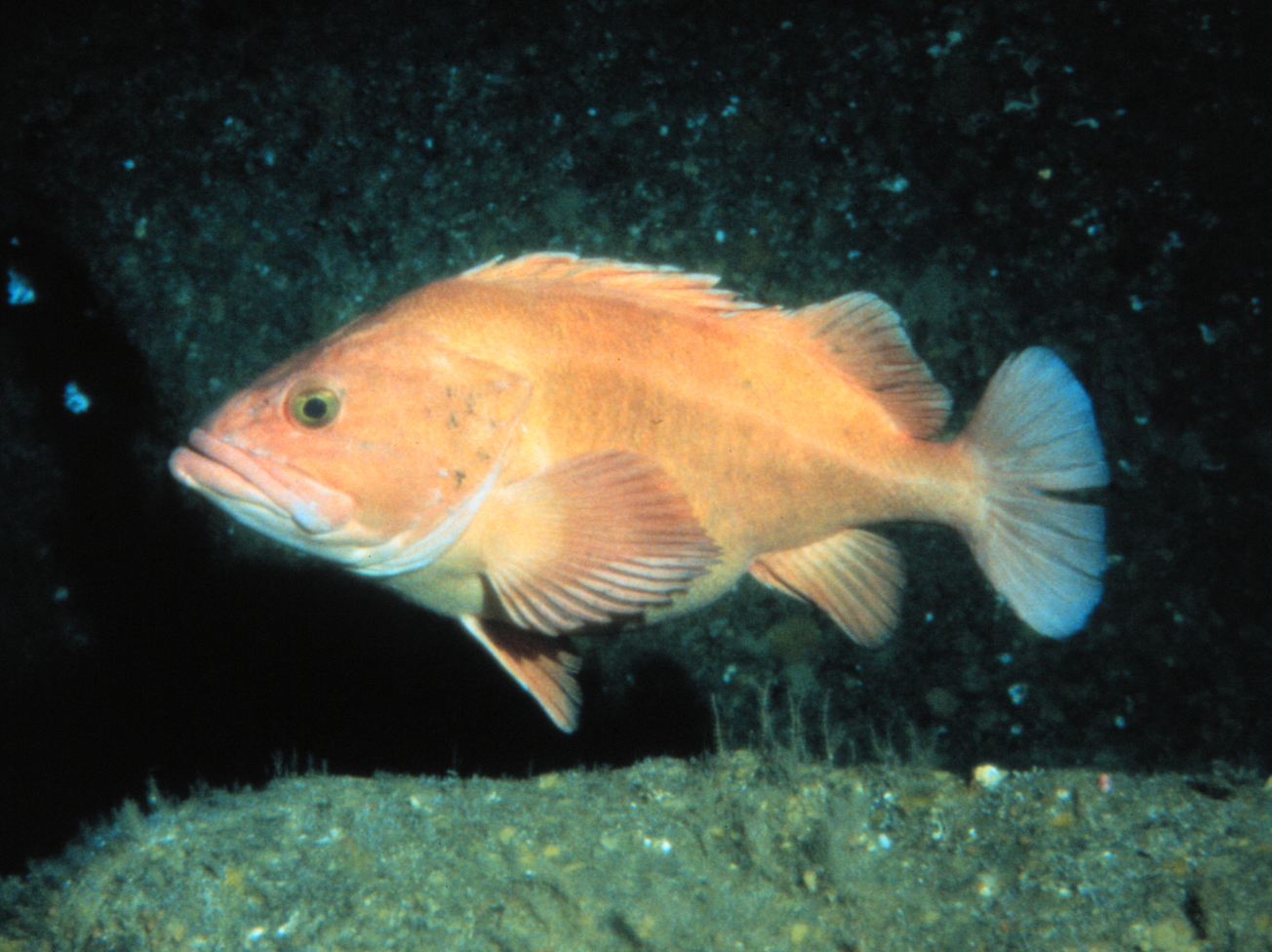
Sebastes ruberrimus